# 멕시코의 국가원수 목록
다음 문서는 멕시코의 국가원수를 순서별로 나열하고 있다. 현재 멕시코의 국가원수는 대통령이며, 클라우디아 셰인바움 파르도가 맡고 있다.

## 목록

### 막시마토
| 대수 | 대수 | 초상 | 이름                                 | 재임기간        | 재임기간         | 정당       |
| ---- | ---- | ---- | ------------------------------------ | --------------- | ---------------- | ---------- |
|      | 48   |      | 에밀리오 포르테스 힐 (1890~1978)     | 1928년 12월 1일 | 1930년 2월 4일   | 국가혁명당 |
|      | 49   |      | 파스쿠알 오르티스 루비오 (1877~1963) | 1930년 2월 5일  | 1932년 9월 2일   | 국가혁명당 |
|      | 50   |      | 아벨라르도 L. 로드리게스 (1889~1967) | 1932년 9월 3일  | 1934년 11월 30일 | 국가혁명당 |

### 현대
| 대수          | 대수 | 초상 | 이름                                      | 재임기간        | 재임기간         | 정당         |
| ------------- | ---- | ---- | ----------------------------------------- | --------------- | ---------------- | ------------ |
|               | 51   |      | 라사로 카르데나스 델 리오 (1895~1970)     | 1934년 12월 1일 | 1940년 11월 30일 | 국가혁명당   |
| 멕시코 혁명당 | 51   |      | 라사로 카르데나스 델 리오 (1895~1970)     | 1934년 12월 1일 | 1940년 11월 30일 |              |
|               | 52   |      | 마누엘 아빌라 카마초 (1897~1955)          | 1940년 12월 1일 | 1946년 11월 30일 |              |
|               | 53   |      | 미겔 알레만 발데스 (1900~1983)            | 1946년 12월 1일 | 1952년 11월 30일 | 제도혁명당   |
|               | 54   |      | 아돌포 루이스 코르티네스 (1889~1973)      | 1952년 12월 1일 | 1958년 11월 30일 | 제도혁명당   |
|               | 55   |      | 아돌포 로페스 마테오스 (1909~1969)        | 1958년 12월 1일 | 1964년 11월 30일 | 제도혁명당   |
|               | 56   |      | 구스타보 디아스 오르다스 (1911~1979)      | 1964년 12월 1일 | 1970년 11월 30일 | 제도혁명당   |
|               | 57   |      | 루이스 에체베리아 (1922~2022)             | 1970년 12월 1일 | 1976년 11월 30일 | 제도혁명당   |
|               | 58   |      | 호세 로페스 포르티요 (1920~2004)          | 1976년 12월 1일 | 1982년 11월 30일 | 제도혁명당   |
|               | 59   |      | 미겔 데 라 마드리드 (1934~2012)           | 1982년 12월 1일 | 1988년 11월 30일 | 제도혁명당   |
|               | 60   |      | 카를로스 살리나스 데 고르타리 (1948~)     | 1988년 12월 1일 | 1994년 11월 30일 | 제도혁명당   |
|               | 61   |      | 에르네스토 세디요 (1951~)                 | 1994년 12월 1일 | 2000년 11월 30일 | 제도혁명당   |
|               | 62   |      | 비센테 폭스 (1942~)                       | 2000년 12월 1일 | 2006년 11월 30일 | 국민행동당   |
|               | 63   |      | 펠리페 칼데론 (1962~)                     | 2006년 12월 1일 | 2012년 11월 30일 | 국민행동당   |
|               | 64   |      | 엔리케 페냐 니에토 (1966~)                | 2012년 12월 1일 | 2018년 11월 30일 | 제도혁명당   |
|               | 65   |      | 안드레스 마누엘 로페스 오브라도르 (1953~) | 2018년 12월 1일 | 2024년 9월 30일  | 국가재건운동 |
|               | 66   |      | 클라우디아 셰인바움 파르도 (1962~)        | 2024년 10월 1일 |                  | 국가재건운동 |

## 같이 보기
- 멕시코의 대통령
- 멕시코의 역사